# Chiesa di Antiochia

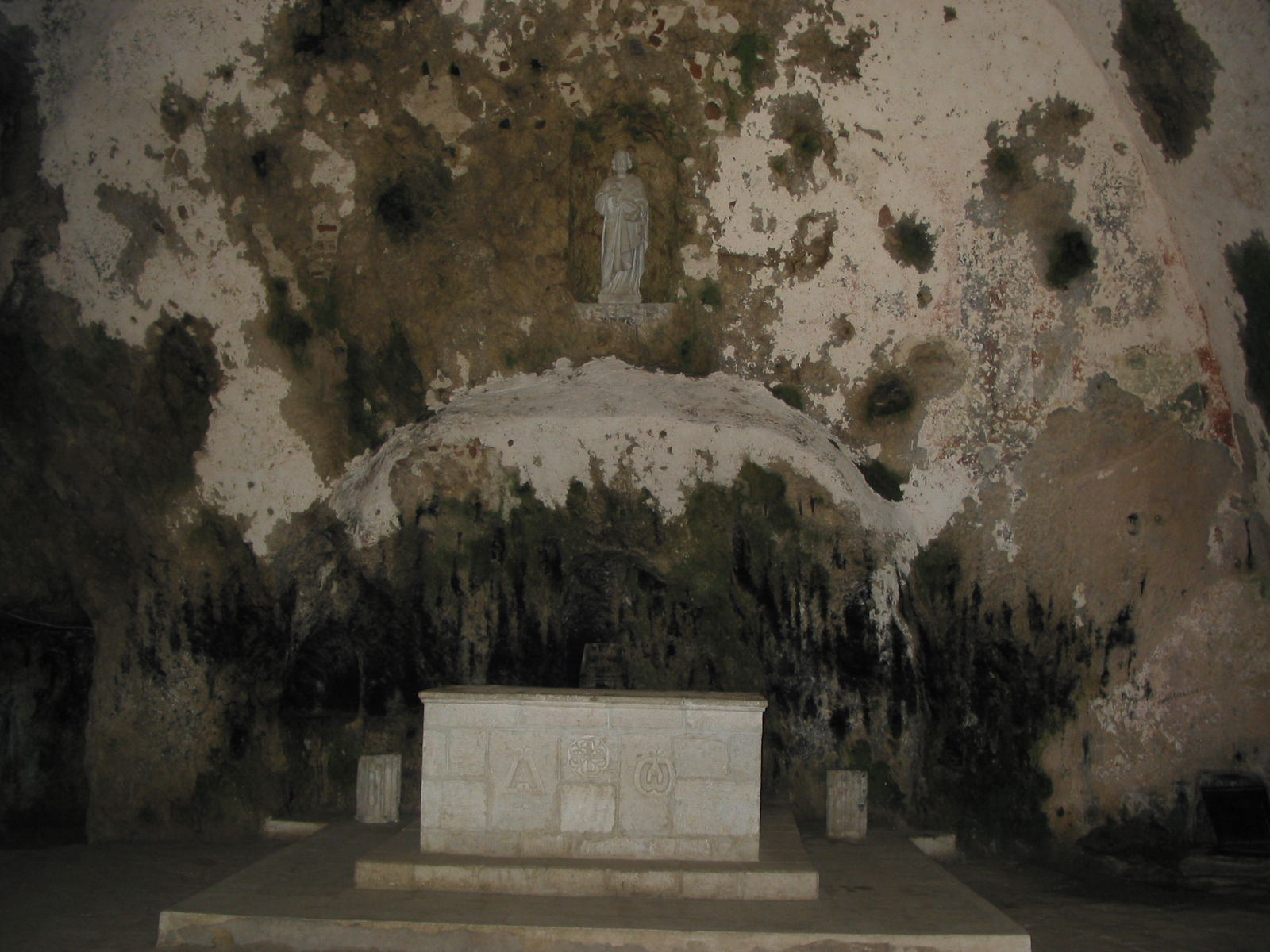
Altare della chiesa di San Pietro ad Antiochia

La Chiesa di Antiochia o Chiesa Siriaca fu una delle prime chiese cristiane e una delle componenti della Pentarchia.
Secondo la tradizione, era stata fondata nel 38 dagli apostoli Pietro e Paolo. Uno dei suoi vescovi più noti fu Ignazio di Antiochia.
Conobbe diversi scisma nel corso della sua storia, e oggi esistono diverse chiese, appartenenti a confessioni differenti, che sono sue emanazioni:
- tradizione greca
  - Chiesa greco-ortodossa di Antiochia (ortodossa)
  - Chiesa cattolica greco-melchita (cattolica orientale)
- tradizione siriaca occidentale
  - Chiesa ortodossa siriaca (confessione ortodossa orientale)
  - Chiesa cattolica sira (chiesa cattolica orientale)
- Chiesa maronita (chiesa cattolica orientale)

## Storia

### Origini
Antiochia fu, all’epoca romana, la sede del governatore della provincia romana di Siria e la terza città più grande dell'Impero. Fu, fino al VI secolo, uno dei centri principali del cristianesimo. Fu ad Antiochia che il termine Cristiano fu utilizzato, per la prima volta, per designare gli adepti della nuova religione.
La chiesa di Antiochia ebbe, sin dalla sua fondazione, un profondo spirito missionario. Ad essa si deve l'evangelizzazione della Mesopotamia e dell'impero persiano, al quale questa regione fu quasi completamente annessa dall'anno 363.

### Territorio canonico
Dopo la distruzione di Gerusalemme (70), Antiochia rimase l'unica metropoli cristiana in Oriente, ed esercitò la sua giurisdizione sulla Siria, la Fenicia, l’Arabia, la Palestina, la Cilicia, Cipro e la Mesopotamia. Il concilio di Nicea (325) nel suo sesto canone, accettò il mantenimento dei privilegi della Chiesa di Antiochia sull’Oriente, così come quelli di Roma sull’Occidente e di Alessandria d'Egitto sull’Africa. Ma il vasto territorio che dipendeva dalla sua giurisdizione, dininuì da allora in poi. Il Patriarcato di Costantinopoli la privò, dal IV secolo, di parte delle sue province. Altri si dichiararono autonomi: la Persia nel 410, Cipro nel 431, Gerusalemme nel 451.

### Le divisioni della Chiesa di Antiochia
L’antagonismo tra l'Impero romano e l'Impero persiano portò alla scissione della Chiesa di Antiochia in:
- Chiesa siriaca occidentale, ovvero ad ovest dell'Eufrate (Anatolia, Siria, Libano e Palestina).
- Chiesa siriaca orientale, ovvero ad est dell'Eufrate (Mesopotamia e Persia, sotto autorità sasanide, e India).

Nel 424, il concilio di Markabta, riunito su richiesta del Catholicato di Seleucia-Ctesifonte, proclamò l'autonomia della Chiesa d'Oriente che, nel 484, aderì all'insegnamento teologico di Teodoro di Mopsuestia detto diofisismo (al quale darà il titolo di «Chiesa nestoriana»).
Da allora in poi, la Siria «occidentale» sarà il campo di battaglia di nuove controversie cristologiche che aumenteranno la divisione religiosa in Oriente. Infatti, il concilio ecumenico di Calcedonia (451) condannò il monofisismo (che riconosceva una sola natura in Gesù Cristo) e proclamò la dottrina ufficiale della Chiesa, vale a dire la presenza di due nature, divina e umana, nella persona di Cristo.
La maggior parte della popolazione siriana rifiutò le decisioni conciliari, probabilmente a causa di differenze dovute più alla terminologia che alla teologia, e si separò dalla Chiesa ufficiale. Tuttavia, questa separazione non fu immediata. Si consumò solo dal concilio di Costantinopoli nel 553, dopo di che il potere imperiale bizantino fece pressioni sui monofisiti ribelli. Fu allora che comparve la figura carismatica del monaco siriaco Giacomo Baradeo, che presentò la bandiera del nazionalismo religioso. Vescovo consacrato in segreto dal Patriarca di Alessandria in esilio, Giacomo fu l'organizzatore della Chiesa monofisita, chiamata anche, in suo onore, «giacobita».
Tuttavia, non tutta la Siria accettò la nuova chiesa. La società urbana, più colta e ellenizzata, si sottomise senza problemi alle decisioni di Calcedonia, e la nuova chiesa venne chiamata «melchita» (da melek «re») vale a dire di parte dell'imperatore bizantino. La conquista musulmana del 636 consacrò questa divisione. I giacobiti, ostili al dominio di Bisanzio, favorirono l'ingresso vittorioso dei musulmani arabi in Siria. Durante il califfato omayyade, gradirono di essere governati da Damasco e seppero rendersi indispensabili nell'amministrazione. Ma i giacobiti si arabizzarono e molti si convertirono all'Islam.
Il Patriarcato greco di Antiochia non parteggiò per nessuno quando Roma e Costantinopoli si scontrarono tra di loro. Lo scisma, al suo interno, apparve solo nel XVIII secolo.